# Drepturile Magdeburg

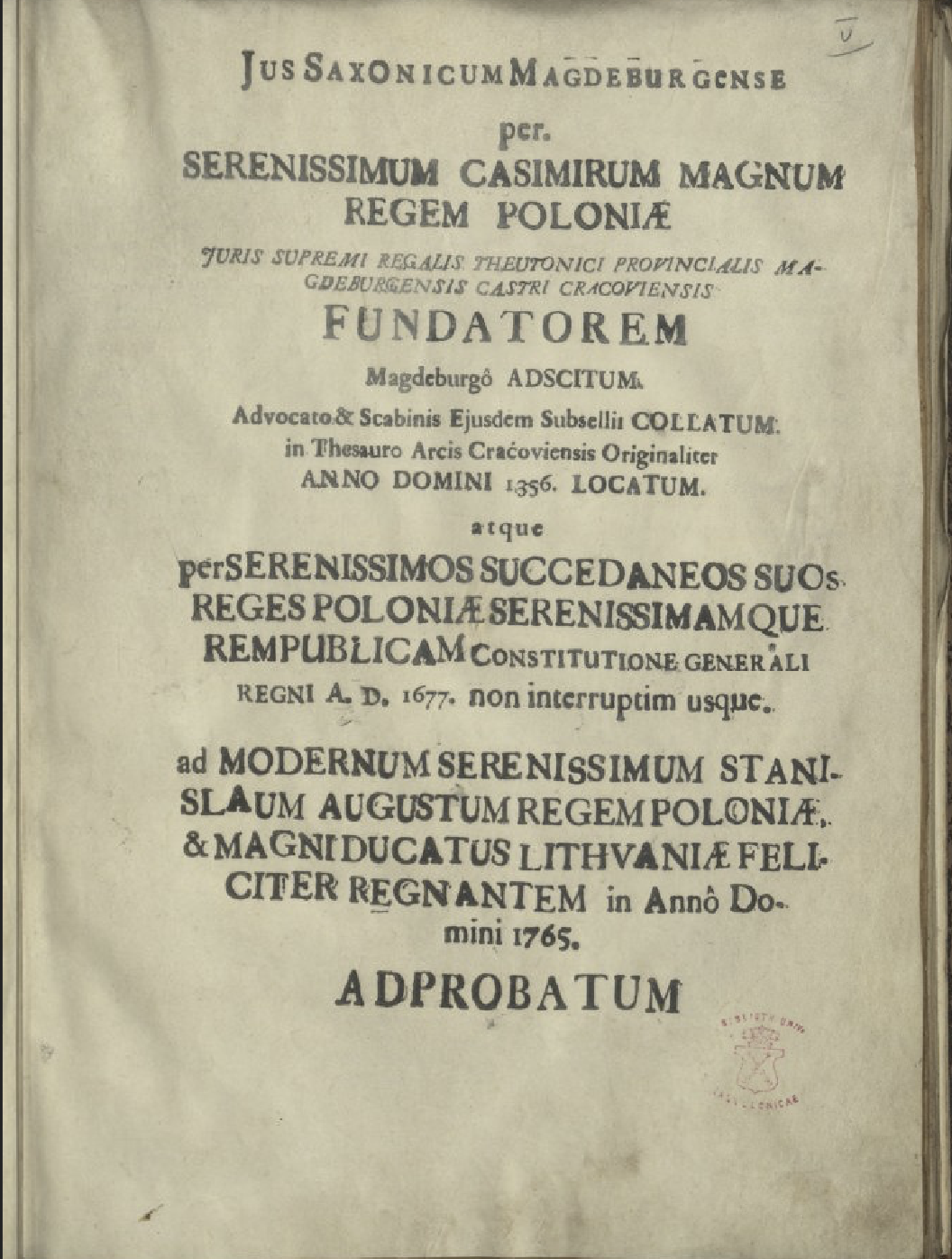
Document în limba latină cu legea Magdeburg pentru orașele poloneze, aprobat pentru regele polonez Cazimir cel Mare.

Drepturile Magdeburg (în germană Das Magdeburger Recht, în latină Jus Saxonicum Magdeburgense; denumite și Legea Magdeburg) este o formă de drept urban provenită de la statutul orașului Magdeburg, statut ce a avut o influență considerabilă în domeniul dreptului urban din Europa Centrală și de Est, adesea în variantele sale sileziană și poloneză, în varianta statutului orașului Neumarkt, sau în varianta sa nordică, privilegiile orașului Culm, care s-a propagat în toată Prusia Occidentală și Prusia Răsăriteană. Pe teritoriul de astăzi al României, legea Magdeburg a funcționat de asemenea în timpul Evului Mediu târziu în anumite localități, mai precis: Sibiu, Suceava, Câmpulung Moldovenesc, Bistrița și Crasna, Sălaj.
Dreptul urban își are în general rădăcinile în cutumele negustorești, în privilegiile acordate de semnatar și în regulile stabilite de comunitate. În interiorul orașului, se garanta cetățenilor libertatea personală, dreptul de proprietate, integritatea fizică și viața; și se reglementa activitatea economică.

## Începuturile dreptului urban la Magdeburg
Primul izvor scris ce atestă existența privilegiilor orașului Magdeburg este un privilegiu al arhiepiscopului Wichmann, din 1188, care simplifica procedurile judiciare urbane. O asemenea modificare presupune, evident, că privilegiile de oraș existau deja la Magdeburg. În 1294, cetățenii Magdeburgului au cumpărat de la arhiepiscop drepturile de șoltuz (în germană Schultheiss, termen ce are și sensul de judecător) și de pârcălab (în germană burggraf), putând astfel să ocupe ei înșiși aceste poziții. Arhiepiscopul rămânea, evident, în teorie conducător al tribunalului, dar, cum nu putea numi decât candidați desemnați de oraș, justiția se găsea practic în mâinile orășenilor. În același an s-a făcut separarea competențelor între sfat și tribunalul cu jurați, al doilea ocupându-se exclusiv cu justiția, în vreme ce sfatul se ocupa de administrare și legislație. Începând din acel moment, se poate vorbi de dreptul urban al Magdeburgului în sensul autonomiei administrative a orașului.

## Reglementări ale drepturilor urbane Magdeburg

### Organizarea procedurii
O inovație esențială a dreptului Magdeburg consta în eliminarea primului paragraf din ceea ce se numește „risc de procedură”; se excludea astfel posibilitatea ca un proces să fie pierdut pentru simplul motiv că nu s-au folosit formulele corecte în procedură. O astfel de modificare întărea încrederea în tribunal și introducea în drept mai multă siguranță. Pentru negustorii aflați în tranzit intrau în joc așa-numitele „legi ale ospitalității”: în cazul litigiilor în care aceștia erau implicați, tribunalul era obligat să ia o decizie în aceeași zi. Această adaptare a procedurii arată că drepturile Magdeburgului erau în esență un cod de legi alcătuit de negustori.

### Dreptul comercial
În domeniul dreptului comercial, dreptul urban Magdeburg regla chestiunile juridice cu legături cu economia, cum ar fi responsabilitatea privind mărfurile, obligația negustorilor de a ține evidențe contabile, ordinea de contabilitate, chestiuni relative la capitalul asociaților și la activitatea agențiilor.

### Drept matrimonial și succesoral
Conform drepturilor Magdeburg, soțul era considerat tutore al soției. Astăzi, se presupune că exista o separare a bunurilor, totuși soțul era administratorul averii soției. Această tutelă a soțului nu exclude însă prevederea ca soția să poată apărea în fața tribunalului în nume propriu.

### Drept penal
Printre inovările importante ale dreptului penal urban din Magdeburg, se găsesc eliminarea solidarității familiale, astfel încât, în cazurile de răniri și omor, doar infractorul (nu și familia sa) purta responsabilitatea; reinterpretarea și dezvoltarea regimului dovezilor și mărturiilor în fața tribunalului. Toate acestea se opun vendetelor, ideii judecății divine și eliminării prescripției în scop de abuz de putere.

### Sistemul judiciar
Hotărârile judecătorești erau la Magdeburg prerogativa a ceea ce se numea Schöppenstuhl, organism compus în general din unsprezece jurați nespecialiști în drept, inamovibili și care puteau să-și numească succesorul. Începând din 1336 era interzis acestor jurați să facă și parte din sfatul orașului, care se ocupa la Magdeburg cu redactarea legilor. Schöppenstuhlul nu se limita însă la rolul de curte judecătorească a Magdeburgului, ci era însărcinat și cu interpretarea legilor altor orașe care adoptaseră coduri similare.

## Extinderea drepturilor Magdeburg
Deja după 1160, deci înainte de formarea completă a dreptului urban al Magdeburgului ca drept de autonomie administrativă completă a orașelor, Stendal a primit aceleași drepturi ca orașul Magdeburg. Aceste privilegii au fost acordate, ulterior, unui mare număr de noi orașe fondate în Neusiedelgebiet, teritoriile colonizate de germani în est, de către domnitorii acelor teritorii, și a avut o parțială influență și în teritoriile de la vest de Magdeburg, cum ar fi Saxonia Inferioară de astăzi. Înainte de toate, însă, principiul s-a propagat prin mișcarea Drang nach Osten: marca Brandeborg, local în Pomerania, Prusia, Turingia, Saxonia, Silezia, Boemia, Moravia și Luzacia.

### Răspândirea în Europa de Est
Remarcabila răspândire a drepturilor Magdeburg în Europa de Est a fost însoțită de răspândirea Sachsenspiegel ca izvor de drept al țării. Când izvoarele istorice vorbesc despre dreptul german, se înțelege întotdeauna dreptul de tip Magdeburg asupra orașelor împreună cu Sachsenspiegel. Pe baza utilizării lor în unele izvoare, cercetările mai vechi le denumeau jus teutonicus sau drept german. În cursul răspândirii în Europa de Est, Sachsenspiegel a fost tradus în latină (Versio Vratislaviensis între 1272 și 1292) și adaptat după diversitatea circumstanțelor (Codul Livonian, la jumătatea secolului al XIV-lea). Între orașele care au primit drepturi urbane de tip Magdeburg se găsesc de exemplu Vilnius și Kaunas (1408) în Lituania; Kiev (1494) și Lvov (1356) în Ucraina actuală.

## Aplicarea drepturilor Magdeburg

### Aplicarea drepturilor Magdeburg populației evreiești
Drepturile Magdeburg nu erau valabile pentru populația evreiască, întrucât ea era considerată în general alogenă și nu avea același statut ca populația urbană normală. Cu titlu de excepție, în orașul lituanian Troki drepturile de tip Magdeburg au fost extinse și asupra populației evreiești, în timp ce legile priveau în principal populația creștină.